# Tryptaminer

Generell tryptaminstruktur

Tryptaminer är en grupp molekyler som har tryptaminskelettet gemensamt, men de finns i många olika varianter. Människan har ett antal tryptaminer i hjärnan som signalsubstanser, bland annat melatonin och serotonin. Vissa tryptaminer är psykoaktiva och kan bland annat orsaka hallucinationer. Många droger så som DMT, psilocybin, ibogain, DiPT, DPT och 5-MeO-DIPT hör hit.

## Exempel
| Kortnamn    | Ursprung  | Rα     | R4  | R5       | R6 | RN1       | RN2       | Fullständigt namn                         |
| ----------- | --------- | ------ | --- | -------- | -- | --------- | --------- | ----------------------------------------- |
| Bufotenin   | Naturlig  | H      | H   | OH       | H  | CH3       | CH3       | 5-hydroxi-N,N-dimetyltryptamin            |
| DMT         | Naturlig  | H      | H   | H        | H  | CH3       | CH3       | N,N-dimetyltryptamin                      |
| Melatonin   | Naturlig  | H      | H   | OCH3     | H  | O=C-CH3   | H         | 5-metoxi-N-acetyltryptamin                |
| 5-MeO-DMT   | Naturlig  | H      | H   | OCH3     | H  | CH3       | CH3       | 5-metoxi-N,N-dimetyltryptamin             |
| NMT         | Naturlig  | H      | H   | H        | H  | H         | CH3       | N-metyltryptamin                          |
| Psilocybin  | Naturlig  | H      | PO4 | H        | H  | CH3       | CH3       | 4-fosforyloxy-N,N-dimetyltryptamin        |
| Psilocin    | Naturlig  | H      | OH  | H        | H  | CH3       | CH3       | 4-hydroxi-N,N-dimetyltryptamin            |
| Serotonin   | Naturlig  | H      | H   | OH       | H  | H         | H         | 5-hydroxitryptamin                        |
| Tryptofan   | Naturlig  | COOH   | H   | H        | H  | H         | H         | α-karboxyltryptamin                       |
| AET         | Syntetisk | CH2CH3 | H   | H        |    | H         | H         | α-etyltryptamin                           |
| AMT         | Syntetisk | CH3    | H   | H        |    | H         | H         | α-metyltryptamin                          |
| DET         | Syntetisk | H      | H   | H        |    | CH2CH3    | CH2CH3    | N,N-dietyltryptamin                       |
| DiPT        | Syntetisk | H      | H   | H        |    | CH(CH3)2  | CH(CH3)2  | N,N-diisopropyltryptamin                  |
| DPT         | Syntetisk | H      | H   | H        |    | CH2CH2CH3 | CH2CH2CH3 | N,N-dipropyltryptamin                     |
| 5-MeO-AMT   | Syntetisk | CH3    | H   | OCH3     |    | H         | H         | 5-metoxi-α-metyltryptamin                 |
| 4-HO-DET    | Syntetisk | H      | OH  | H        |    | CH2CH3    | CH2CH3    | 4-hydroxi-N,N-dietyltryptamin             |
| 4-HO-DIPT   | Syntetisk | H      | OH  | H        |    | CH(CH3)2  | CH(CH3)2  | 4-hydroxi-N,N-diisopropyltryptamin        |
| 5-MeO-DIPT  | Syntetisk | H      | H   | OCH3     |    | CH(CH3)2  | CH(CH3)2  | 5-metoxi-N,N-diisopropyltryptamin         |
| 4-HO-MiPT   | Syntetisk | H      | OH  | H        |    | CH(CH3)2  | CH3       | 4-hydroxi-N-isopropyl-N-metyltryptamin    |
| Sumatriptan | Syntetisk | H      | H   | SO2NHCH3 |    | CH3       | CH3       | 5-metylaminosulfonyl-N,N-dimetyltryptamin |
| Kortnamn    | Ursprung  | Rα     | R4  | R5       | R6 | RN1       | RN2       | Fullständigt namn                         |